# Абдель-Раззак ібн Фазлулла
Абдель-Раззак ібн Фазлулла (*д/н — 1338) — 1-й емір Себзевара в 1337—1338 роках.

## Життєпис
Був сином заможного землевласника Ходжи Джалал ад-Діна Фазлулли. Замолоду опинився при дворі ільхана Абу-Саїда завдяки протекції свого брата Амін аль-Діна, який був відомим борцем. Абдель-Раззак також уславився як борець, здобувши прихильність ільхана. Той призначив Абдель-Раззака збирачем податків Кермані. Тут він назбирав значні статки.
У 1335 році після смерті Абу-Саїда повертається на батьківщину, де стає прихильником шейхахасана, проповідника сербедарів. Створює власний загін, що починає нападати на багатіїв. У 1337 році за підтримки місцевого населення захоплює місто Байхак, що перейменовує на Сербзевар. Тут стає засновником і першим еміром держави Сербедарів. Того ж року було захоплено міста в Хорасані — Есферайєн, Джаджарм, Беярджоманд.
Абдель-Раззак планував розпочати реформи в дусі ідей шейха Хасана, що найбільшу увагу приділяв становищу дрібного селянства. Абдель-Раззак збирався знизити податків для селян та конфіскувати значні ділянки в багатіїв та роздати їх селянам. Перше вдалося: встановлено єдиний податок на землі в розмірі 3/10 врожаю. Проти подальших реформ виступили заможні землевласники та прихильники ідей шейха хафіза, що закликав більше влади передати містянам. У результаті 1338 року Абдель-Раззака було повалено, його вбив брат Ваджіх ад-Дін Масудом, який став новим еміром.